# منتظر بو حمود
منتظر حسين بو حمود هو لاعب كرة قدم سعودي يلعب في نادي الفضل.

## مسيرة اللاعب
لعب في نادي العدالة ونادي الفضل.